# 墨尔本 (阿肯色州)
墨爾本（英語：Melbourne）是一個位於美國阿肯色州伊澤德縣的城市。根據2020年美國人口普查，該地人口為1830人，而該地的面積約為18.07平方千米。同時該地也是伊澤德縣的縣治。

## 地理
墨爾本的座標為36°03′35″N 91°53′40″W / 36.05972°N 91.89444°W，而該地的平均海拔高度為186米（即610英尺）。